# Síndrome de dolor regional complex
La síndrome de dolor regional complex (SDRC) és un trastorn d'una porció del cos, generalment els braços o les cames, que es manifesta com dolor, inflamació, rang limitat de moviment i canvis en la pell i en els ossos. Inicialment pot afectar un membre i després es pot estendre per tot el cos; El 35% de les persones afectades presenten símptomes en tot el cos. Hi ha diversos noms per a aquesta malaltia, així com dos subtipus. La tipus I (que rep diversos noms) es refereix a SDRC sense evidència d'una lesió específica del nervi perifèric. La tipus II (també anomenat causàlgia) es refereix quan hi ha proves específiques d'una lesió nerviosa.
Es desconeix la causa de la SDRC. Generalment es produeix després d'una lesió a la zona en qüestió tal com una fractura o després de la cirurgia. Es proposa que la inflamació i l'alteració de la percepció del dolor en el sistema nerviós central tinguin papers importants. S'ha suggerit que el dolor persistent i la percepció d'estímuls no dolorosos com dolorosos poden ser causats per molècules inflamatòries (IL-1, IL-2, TNF-alfa) i neuropèptids (substància P) alliberats dels nervis perifèrics. Aquest alliberament pot ser causat per una interacció inadequada entre les fibres sensorials i les motors al lloc afectat. No es creu que la SDRC sigui causat per factors psicològics, però el dolor pot causar problemes psicològics, com la depressió. Moltes vegades hi ha una funció social i laboral alterada.
El tractament implica un enfocament multidisciplinari que inclou medicaments, teràpia física i ocupacional, tractaments psicològics i neuromodulació. Malgrat això, els resultats solen ser insatisfactoris, especialment si el tractament es retarda.

## Classificació
- La tipus I, anteriorment coneguda com a algodistròfia simpàtica reflexa, distròfia simpàtica reflexa, algoneurodistròfia o atròfia de Sudeck, no presenta lesions nervioses demostrables. Com que la gran majoria dels pacients diagnosticats amb SDRC tenen aquest tipus, és més freqüent en la literatura mèdica com el Tipus I.
- La tipus II, anteriorment conegut com a causàlgia, té evidència d'un dany òbvia en el nervi. Les SDRC de tipus II tendeixen a presentar els símptomes més dolorosos i difícils de controlar d'SDRC. Tot i que hi ha proves de lesions nervioses, la causa dels mecanismes de l'SDRC tipus II és tan desconeguda com els mecanismes de la tipus I.